# Chiesa di San Giorgio (Cento)
La chiesa di San Giorgio è la parrocchiale di Corporeno, frazione di Cento in provincia di Ferrara. Appartiene al vicariato di Cento dell'arcidiocesi di Bologna e risale al XIV secolo. Ha subito gravi danni durante il terremoto dell'Emilia del 2012.

## Storia
Il primo luogo di culto con dedicazione a San Giorgio nella località di Corporeno fu eretto nel XIV secolo.
Circa quattro secoli più tardi fu oggetto di una ricostruzione completa.
Attorno agli anni trenta il prospetto principale venne rifatto in parte e alla canonica venne aggiunta una nuova parte che si allineò quasi alla facciata preesistente. Nuovi interventi furono realizzati negli ultimi anni del XX secolo per sanare le strutture murarie danneggiate dall'umidità.
Il terremoto dell'Emilia del 2012 ha creato danni alla struttura e si è dovuto procedere a interventi di restauro e consolidamento.